# Iarke, Lenine
Iarke (în ucraineană Ярке) este un sat în comuna Kirove din raionul Lenine, Republica Autonomă Crimeea, Ucraina.

## Demografie
Componența lingvistică a localității Iarke
     Rusă (41,94%)
     Tătară crimeeană (34,41%)
     Ucraineană (8,6%)
Conform recensământului din 2001, nu exista o limbă vorbită de majoritatea populației, aceasta fiind compusă din vorbitori de rusă (41,94%), tătară crimeeană (34,41%) și ucraineană (8,6%).